# گرند اسلم (تنیس)

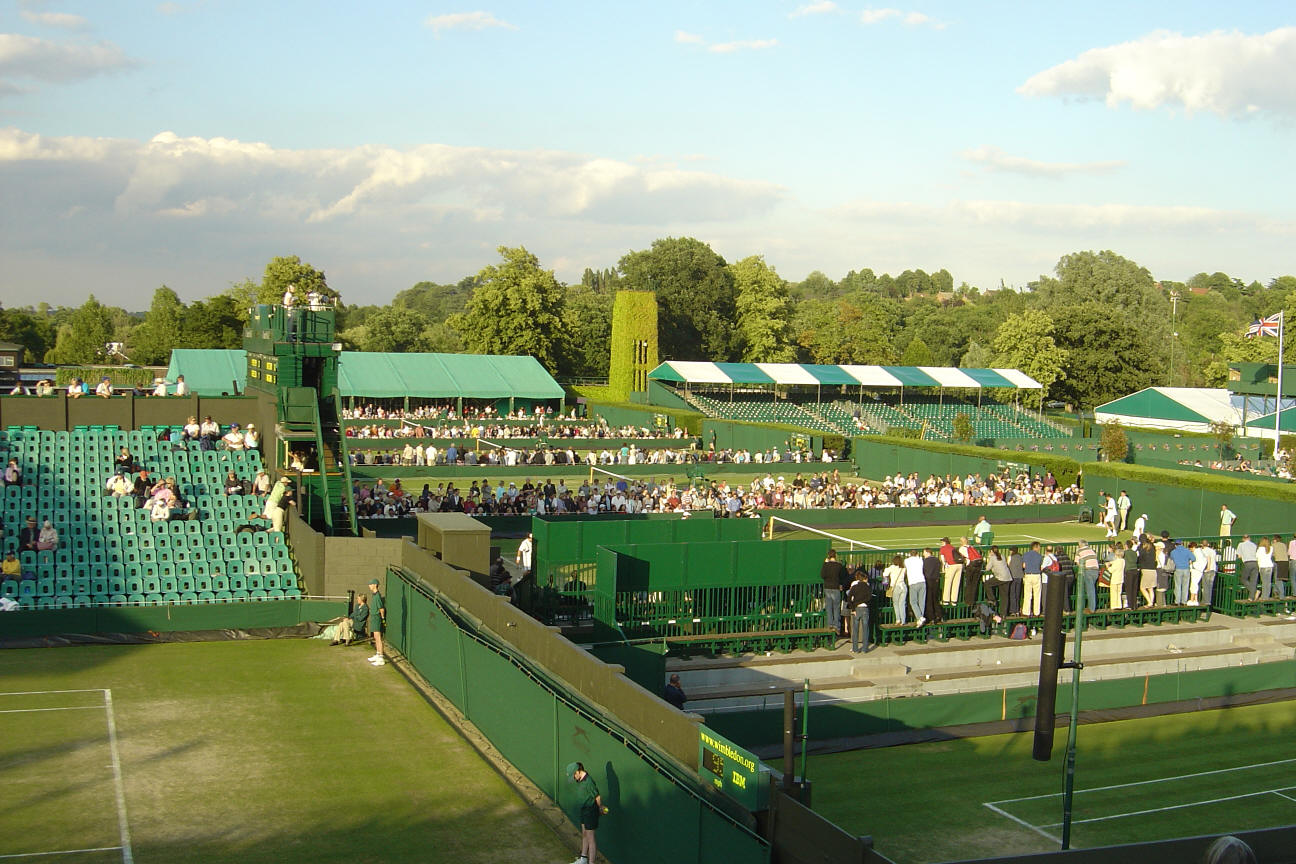
مسابقات ویمبلدون ۲۰۰۴

چهار گرند اسلم مهم‌ترین مسابقات تنیس در سال هستند. این مسابقات از نظر رده‌بندی جهانی، جایزهٔ نقدی و توجه عمومی دارای بیشترین اهمیت می‌باشند. این مسابقات عبارت‌اند از آزاد آمریکا، آزاد استرالیا، آزاد فرانسه و ویمبلدون. ویمبلدون قدیمی‌ترین این مسابقات است که اولین بار در سال ۱۸۷۷ آغاز شد، بعد از آن آزاد آمریکا در ۱۸۸۱، آزاد فرانسه در ۱۸۹۱ و در آخر هم آزاد استرالیا در ۱۹۰۵ برگزار شد.

## آزاد استرالیا
تنیس آزاد استرالیا اولین گرند اسلم دنیاست که ژانویه هر سال در شهر ملبورن و در کشور استرالیا برگزار می‌شود. زمان برگزاری مسابقات، مصادف با فصل تابستان در نیمکره جنوبی است و زمین این مسابقات هارد کورت است. این مسابقات از سال ۱۹۰۵ آغاز گردید و جایزه نقدی این مسابقات ۶۲٬۵۰۰٬۰۰۰ دلار استرالیا می‌باشد. در حال حاضر رکورد دار این مسابقات نواک جوکوویچ با ده  عنوان قهرمانی می‌باشد.

## آزاد فرانسه
تنیس آزاد فرانسه یا رولند گروس دومین گرند اسلم دنیاست که نام آن به افتخار خلبان جنگ جهانی اول گذاشته شده‌است. این مسابقات طی دو هفته در اواخر ماه مه و اوایل ژوئن در زمین خاکی در شهر پاریس انجام می‌شود. این مسابقات از سال ۱۸۹۱ آغاز گردید و جایزه نقدی این مسابقات ۴۲٬۶۶۱٬۰۰۰ یورو می‌باشد. رافائل نادال با چهارده قهرمانی در این مسابقات رکوردار است.

## ویمبلدون
ویمبلدون سومین گرند اسلم و به اعتقاد بسیاری مهمترین آن‌هاست که هر سال از دوشنبه پایانی ماه ژوئن تا اولین تعطیلات آخر هفته ماه ژوئیه در حاشیه جنوب غربی لندن و در زمین چمن برگزار می‌شود. در این مسابقات همه ورزشکاران موظفند که سرتاپا سفید بپوشند. این مسابقات از سال ۱۸۷۷ آغاز گردید و جایزه نقدی این مسابقات ۳۴٬۰۰۰٬۰۰۰ پوند می‌باشد. راجر فدرر با هشت قهرمانی رکورددار این مسابقات است.

## آزاد آمریکا
مسابقات آزاد آمریکا چهارمین و آخرین گرند اسلم تنیس (یو اس اُپن) است. این مسابقات در سپتامبر و اوت در منهتن نیویورک در زمین هاردکورت صورت می‌گیرد. تفاوت مهم رقابت‌های آزاد آمریکا در ست آخر مسابقه است. سه گرنداسلم دیگر، ست پنجم برای مردان و ست سوم برای زنان تا زمانی که یک ورزشکار با اختلاف دو گیم برنده شود ادامه می‌یابد اما در آزاد آمریکا، مانند سایر ست‌ها، رقابت با تای-بریک (Tie-Break) پایان می‌پذیرد. این مسابقات از سال ۱۸۸۱ آغاز گردید و جایزه نقدی این مسابقات ۵۳٬۰۰۰٬۰۰۰ دلار می‌باشد. سه تنیسور آمریکایی (بیل تیلدن، ریچارد سیر، ویلیام لارند) بین سال‌های ۱۸۸۱ تا ۱۹۲۹ هرکدام با هفت عنوان قهرمانی رکوردداران این مسابقات هستند.